# 雙子狹胸菊虎
雙子狹胸菊虎（學名：Stenothemus gemini）為菊虎科狹胸菊虎屬的一種。

## 物種描述
本種迄今尚未發現雌蟲形態。雄蟲頭部暗褐色，頭楯、頭後部橙色；觸角暗褐色至黑色，每節觸角小節端部淡褐色；大顎黃褐色，末端暗褐色；小顎鬚、下唇鬚淡黃色；前胸背板暗褐色，前側緣、前緣橙色，後緣淡褐色；小楯板橙黃色；翅鞘黃橙色，中、後胸腹板和腹部橙色；足基節、轉節、腿節前半橙色，餘腿節、脛節、跗節暗褐色至黑色。全身覆滿淡黃色細毛，頭楯前緣著生淡色刺毛，觸角、翅鞘和足除了細毛並參混黃色刺毛，但翅鞘基部較稀疏。頭部後側稍微隆起，側緣至頭楯前緣則略為凹陷，頭楯前緣中央有一凹口，表面布滿細微點刻而無光澤，觸角窩後有一矩形凹陷，觸角向後延伸至翅鞘2/3。前胸背板近正方形，側緣呈拱形，側緣後側近後緣角隘縮；表面隆起，尤其是後面的部分，前側緣則凹陷，中線有一縱溝現於中後部；無光澤。小楯板三角形然末端圓弧。翅鞘除基部較為光滑外表面點刻緊密。足修長。

## 分布
目前僅知分布於台灣。

## 發現歷史
2016年，臺灣大學昆蟲系蕭昀等人在檢視狹胸菊虎屬的標本時，發現了三個未曾描述過的物種，並分別以三個星座命名。其中一種因正副模式標本形態極度類似，因此以雙子座命名為雙子狹胸菊虎。另外兩種後來分別命名為豺狼狹胸菊虎（S. lupus）及稚狐狹胸菊虎（S. vulpecula）。